# 劉義祥
劉義祥（1972年10月4日—）為臺灣籃球教練、前運動員。劉義祥貫籍江蘇，一路從臺南勝利國小、後甲國中、崑山高中二年級共踢了七年足球，因為高大的身材被開明商工延攬改打籃球，半年後轉學到東方工商，之後升學至黎明工專但肄業，在東元籃球隊解散後轉戰宏國籃球隊。從球員身分退役後進入璞園建築教練團，2015年至中国男子篮球职业联赛（CBA）山西汾酒擔任助理教練，2017年1月在許晉哲請辭總教練後受命出任執行教練，2017–18年賽季又因總教練被解職而臨危受命執教球隊。
2020年10月13日，璞園建築團隊宣布P. LEAGUE+桃園領航猿總教練由劉義祥擔任。12月19日，劉義祥因遭臺灣媒體報導捲入場外風波，領航猿發出聲明表示，暫停劉義祥總教練職務。12月22日，總教練劉義祥發出聲明表示，因為個人私事造成球隊和聯盟困擾及影響，決定自請離職，職務由楊宜峰代理。

## 外部連結
- 劉義祥在fiba.basketball（英语）
- 劉義祥在archive.fiba.com（archived）（英语）
- 劉義祥在中国男子篮球职业联赛
- 劉義祥在Eurobasket.com（球員）（英语）